# Dimitris Kutsumbas
Dimitris Kutsumbas (en griego: Δημήτρης Κουτσούμπας; nacido en Lamía, Grecia, el 10 de agosto de 1955) es un político griego, miembro del Partido Comunista de Grecia (KKE) y su secretario general desde 2013, tras la celebración de su XIX Congreso.

## Biografía
Kutsumbas nació en la ciudad de Lamía, en Grecia Central, en 1955. Está casado y tiene una hija. Procedente de una familia de partisanos antifascistas, su padre luchó en la guerra civil griega y también fue miembro del KKE, lo que lo llevó a ser encarcelado en 1945 y a exiliarse.
En 1973, al graduarse en el instituto, comenzó a estudiar Derecho en la Universidad de Atenas, en plena Dictadura de los Coroneles. Es en este tiempo cuando entra en contacto con la entonces ilegalizada Juventud Comunista de Grecia (KNE). En 1974, ya caída la dictadura, se une al KKE y en 1975 ya formaba parte de la dirección regional del KKE en Grecia Central.
En 1977 se convirtió en liberado del KKE y en 1979 ya era responsable del KKE en Grecia Central. En el XII Congreso del KKE, celebrado en 1987, fue elegido miembro del Comité Central. Durante el cisma producido en 1991 a raíz del colapso del Bloque del Este, permaneció en el KKE y no participó en la escisión que culminaría con la creación de Synaspismos. A partir de agosto de 1991 pasa a encargarse de la Oficina de Prensa del Comité Central del KKE.
Tras el XIV Congreso del KKE fue elegido miembro del Buró Político (Comité Ejecutivo) del KKE y pasó a dirigir, en 1996, el diario Rizospastis.
En 2005 fue nombrado Responsable de Relaciones Internacionales del KKE. Ya en 2013, tras el XIX Congreso del KKE, fue nombrado secretario general, sustituyendo a Aleka Papariga.